# 宋鎮禹
宋鎮禹（韓語：송진우，1889年5月8日—1945年12月30日），號古下，兒名玉胤（옥윤），韓國獨立運動家、教育家、評論家及政治人物。他也是韓國民主黨的首任領袖，韓國三大報紙之一的東亞日報倡立人物之一。

## 生平

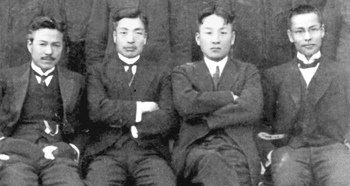
1922年左右。左起玄相允、宋鎭禹、崔南善、金性洙）

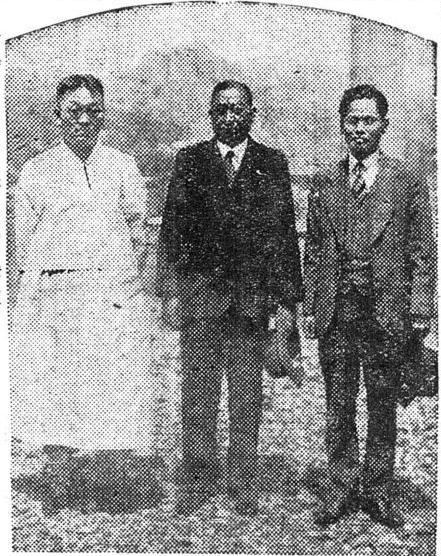
左为宋鎭禹，1932年

全羅南道潭阳郡出生，1915年，明治大学毕业后，回国后任私立中央学校校长一职。1919年参加三一独立運動被投入狱中关押1年。1921年-1924年任東亞日報第3代社長，1927年-1937年任第6代社長，主张民族主义右派的立场。1945年12月1日任第8代社长。
1945年8月11日，朝鲜总督府京畿道知事在日本战败后通过朝鲜的资本家及地主势力与宋鎮禹接触，要求组建“行政委員会”；宋鎮禹以大韓民国臨時政府是联合国所承認的，拒绝总督府的要求。8月16日，宋鎭禹参加呂運亨、安在鴻在汉城另行组建的“朝鲜建国准备委员会”。9月16日，宋鎮禹与金性洙、張徳秀、趙炳玉、尹潽善等右翼勢力联合组建韓民黨，宋鎮禹任首席总务。12月27日，莫斯科三国外长会议确定託管統治的方针，宋鎮禹以慎重派的立場贊成親美的短期託管統治，遭到李承晚和金九临时政府的敌视。12月30日6時，被六名犯人共开13枪暗殺（6枪击中身体），時年56歳，犯人被认为是李承晚或金九指挥的。

## 外部連結
- 古下宋鎭禹紀念館（页面存档备份，存于）
- 宋鎭禹:Daum 
- 宋鎭禹:Naver 